# 펜덴티브

펜덴티브(a)와 돔을 도식적으로 표현한 그림

펜덴티브(pendentive)는 서양 건축에서 정사각형 방 위에 원형 돔 또는 직사각형 방 위에 타원형 돔을 지지해주는 역할을 하는 삼각 궁륭 형태의 건축 장치를 말한다. 구의 삼각형 부분인 펜덴티브는 하단은 뾰족하게 가늘어지고 상단은 퍼져 돔에 필요한 연속적인 원형 또는 타원형 바닥을 형성한다. 석조 건물의 경우 펜덴티브는 돔의 무게를 받아서 그 무게를 아래의 기둥이 받을 수 있는 네 모서리에 집중시킨다.

네 개의 펜덴티브와 돔 사이에 있는 원통 형태의 드럼

펜덴티브가 개발되기 전에 건설자들은 방 구석에 코벨링이나 스퀸치를 사용했다. 펜덴티브는 일반적으로 동방 정교회, 르네상스, 바로크 양식의 교회 건축에서 사용되었으며, 펜덴티브와 돔 사이에 창문이 있는 드럼이 들어간 경우가 많았다. 펜덴티브가 최초로 사용된 것은 서기 2~3세기에 로마 돔 건설로 시작되었으며 이 형태가 완전히 발전한 것은 6세기 콘스탄티노폴리스(이스탄불)의 동로마 대성당인 아야 소피아에서 이루어졌다.

## 갤러리

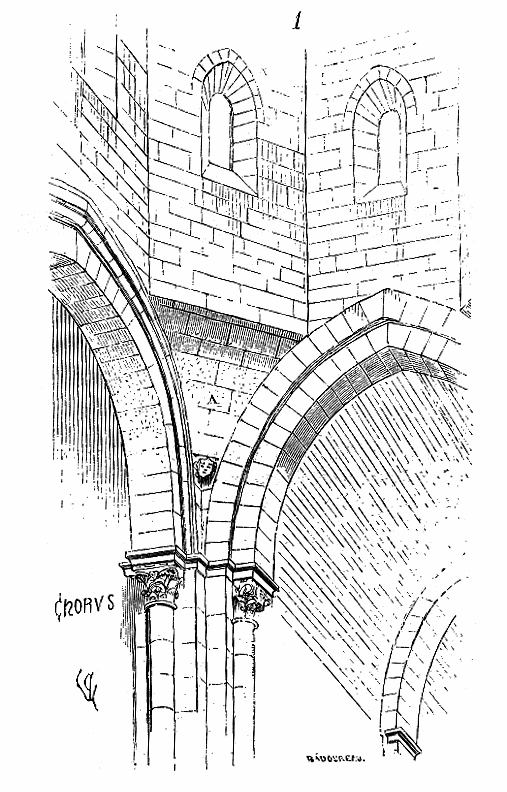
중앙에 A라고 표시된 펜덴티브. 낭튀아에 있는 교회의 그림.
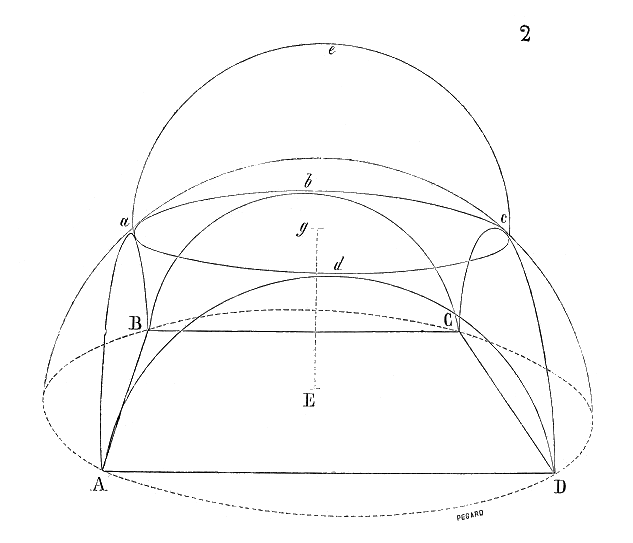
펜덴티브의 형태. 외젠 비올레르뒤크, 1856년
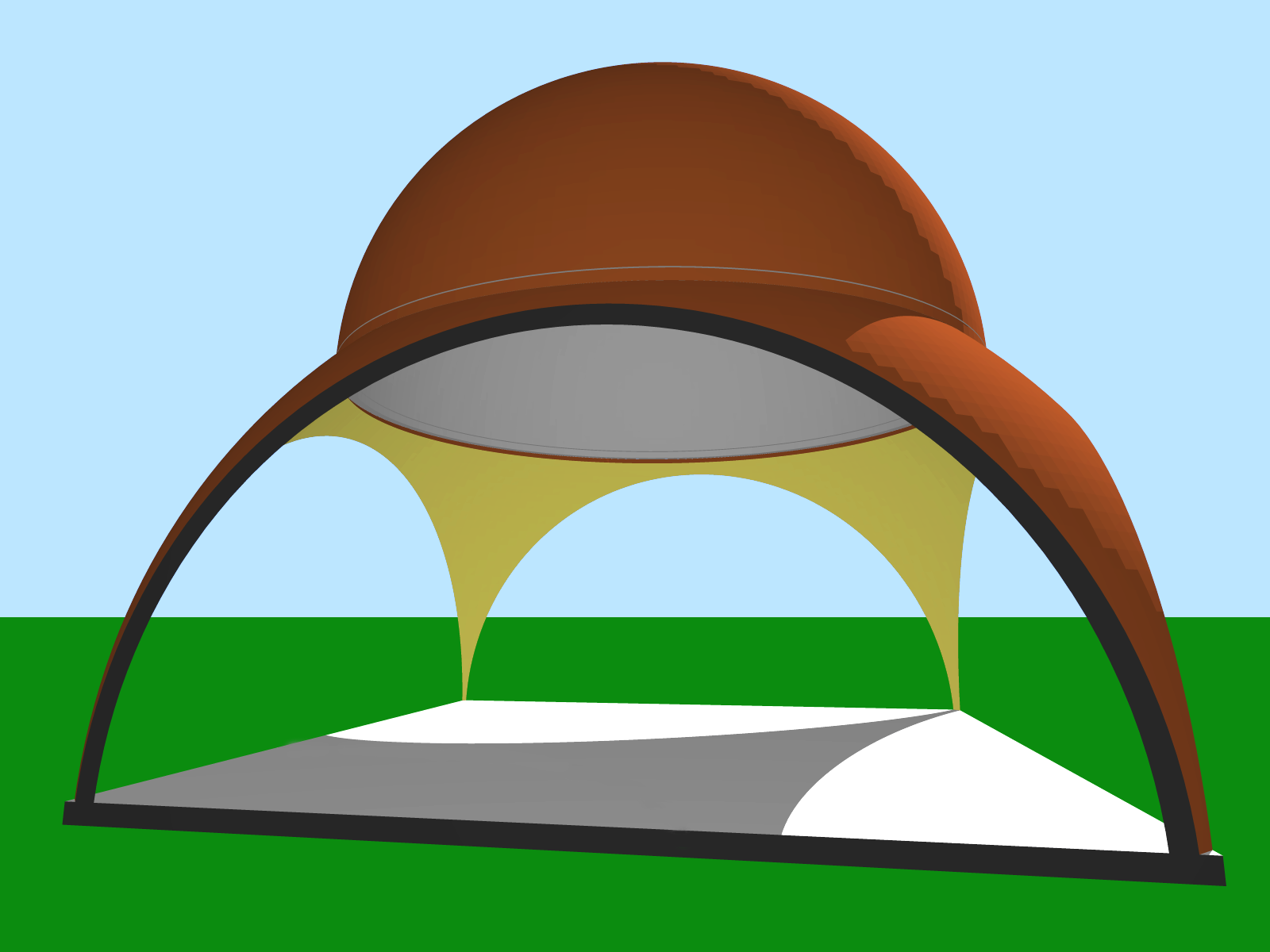
네 개의 펜덴티브에 의해 지탱되고 있는 큐폴라
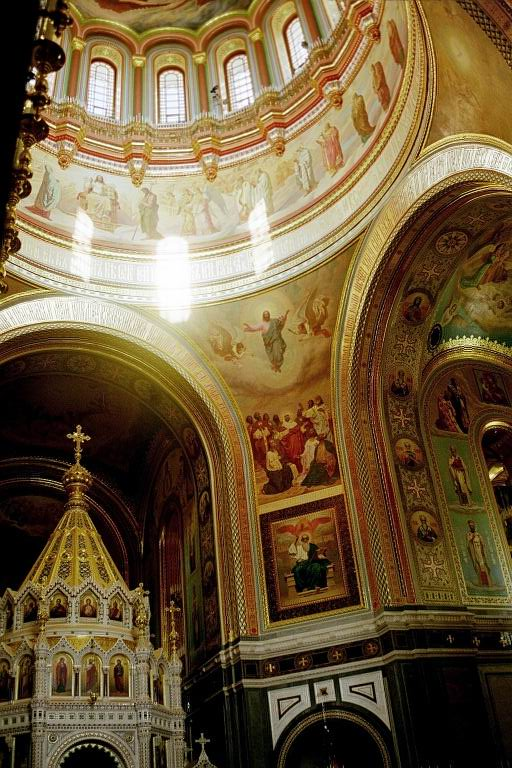
모스크바 대성당의 아치(좌우), 돔(위), 펜덴티브(중앙)
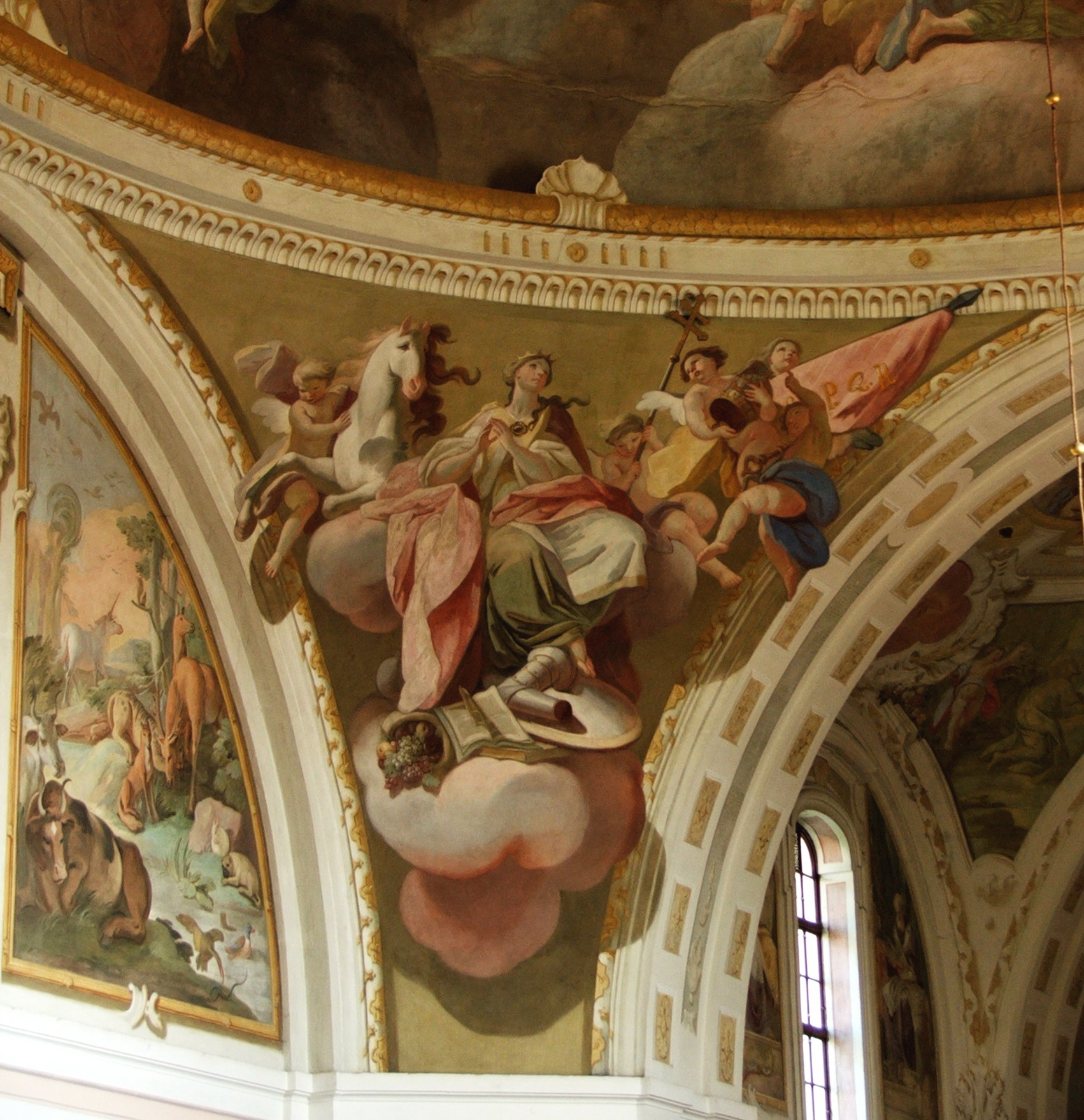
체코 풀네크에 위치한 홀리 트리니티 교회의 펜덴티브
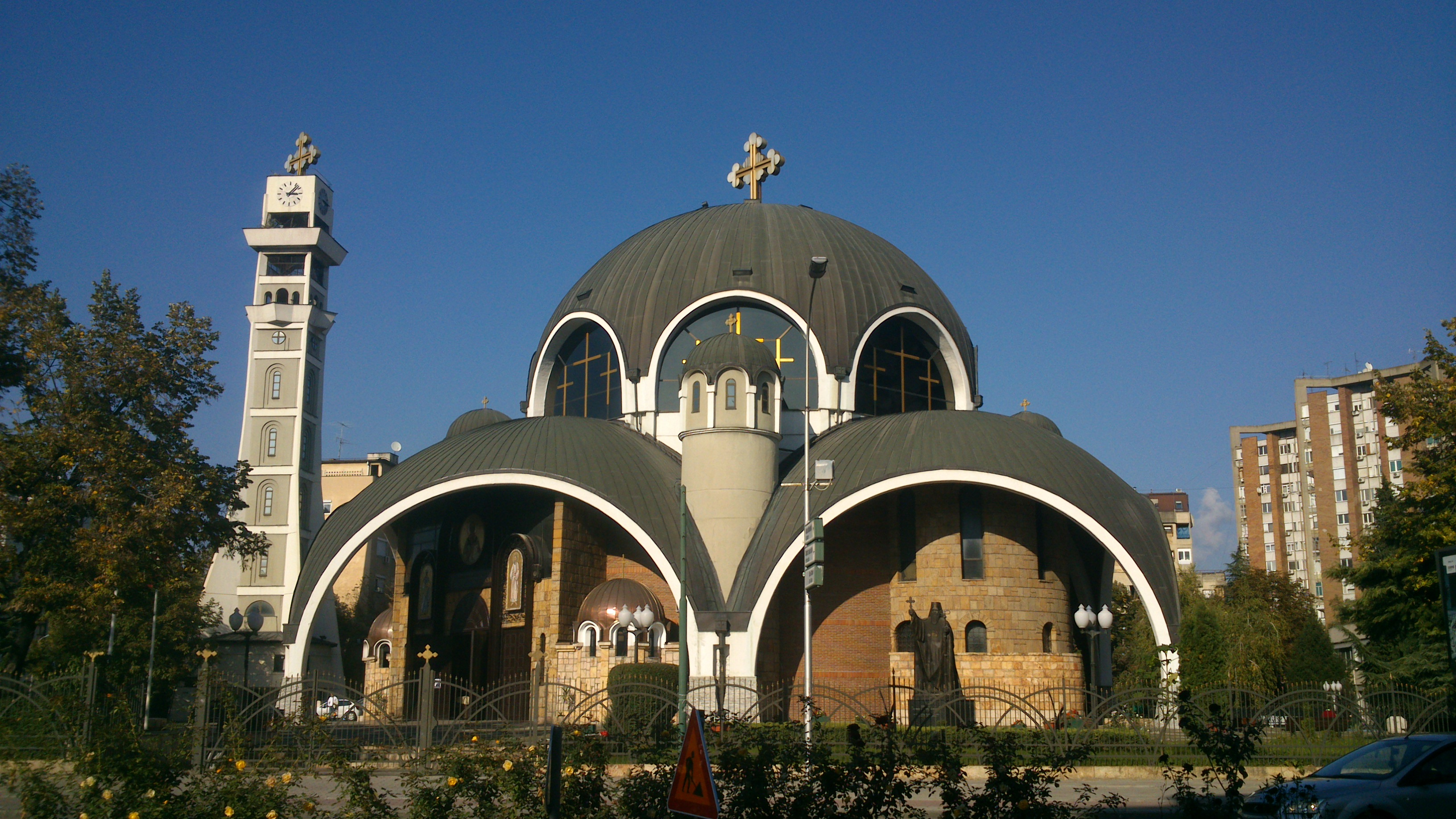
북마케도니아 스코페에 있는 오흐리드의 성 클레멘트 교회
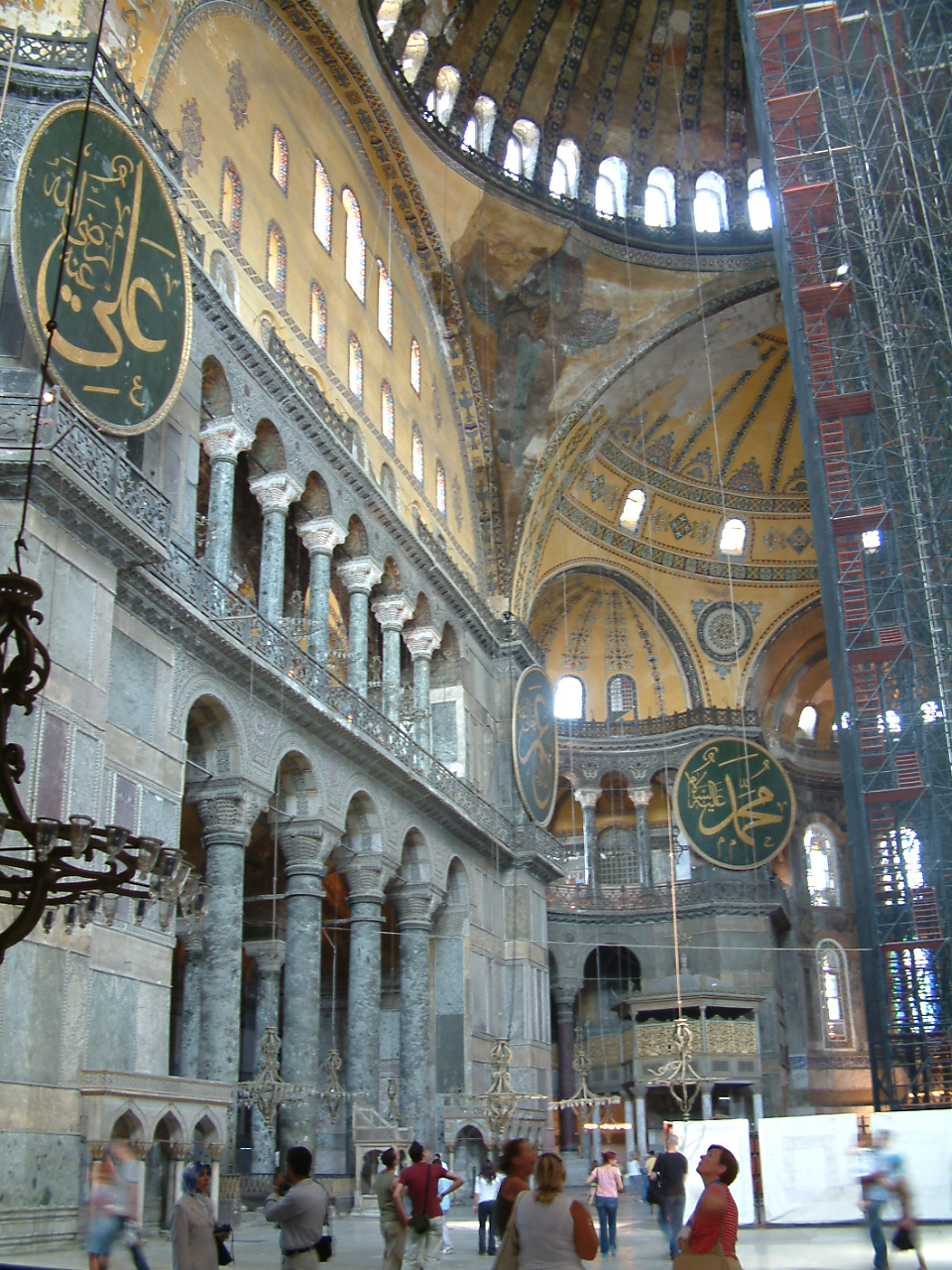
아야 소피아 성당의 본당의 한 펜덴티브
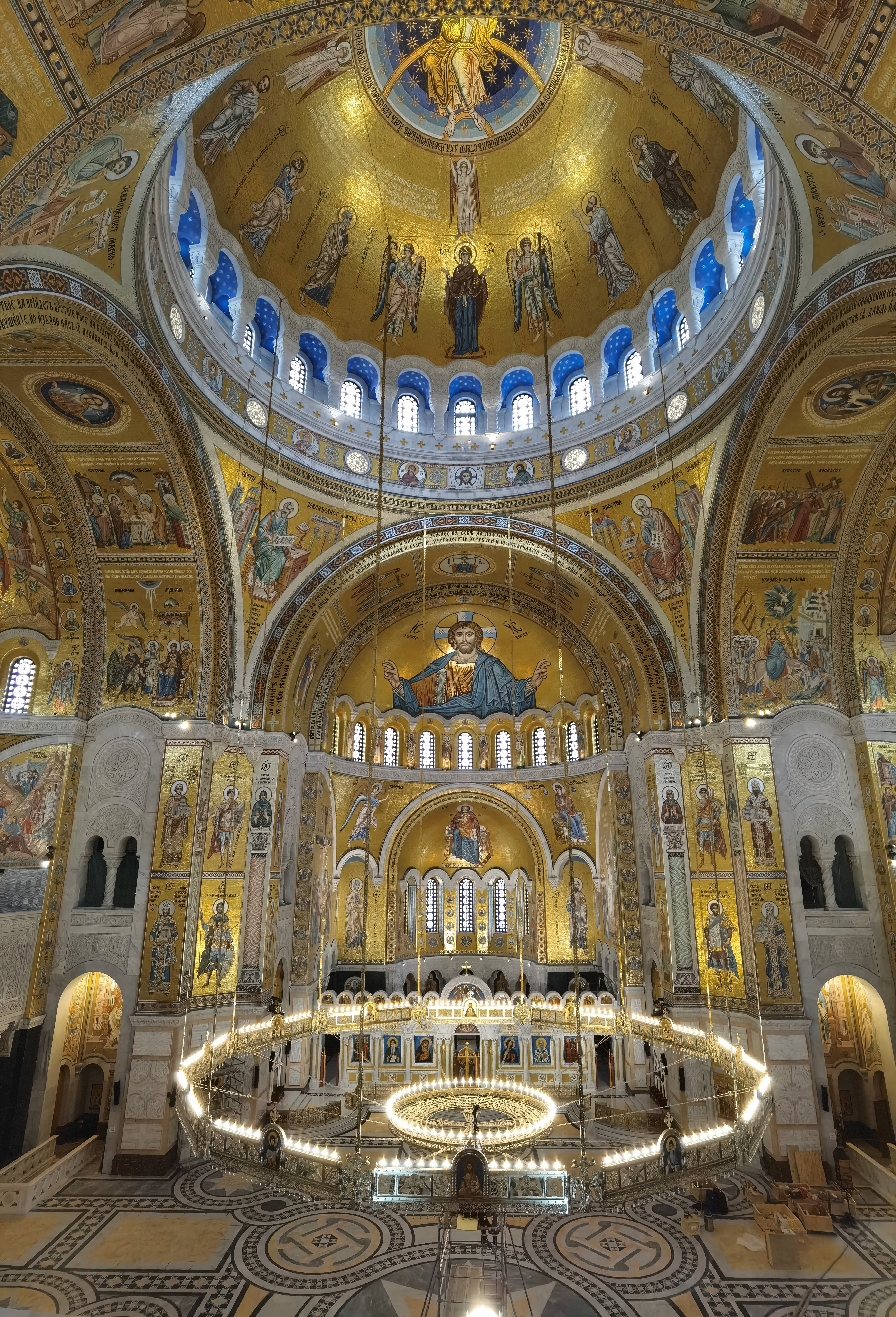
세르비아 베오그라드에 위치한 성 사바 대성당 본당의 펜덴티브
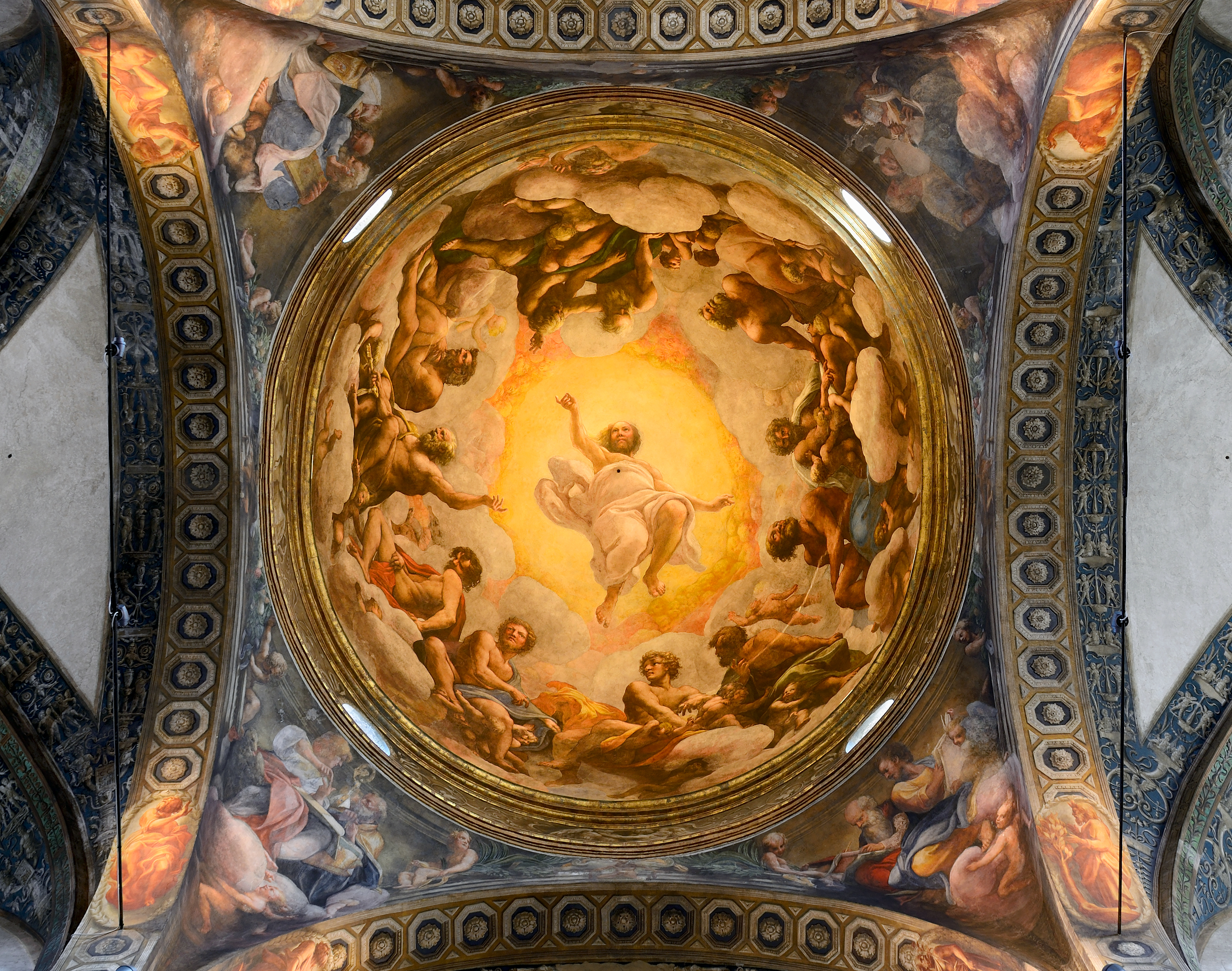
파르마의 산 조반니 에반젤리스타 성당에 있는 파트모스 섬의 성 요한의 환상, 안토니오 다 코레조, 1520년~1522년, 일부는 펜덴티브에 그려져 있음
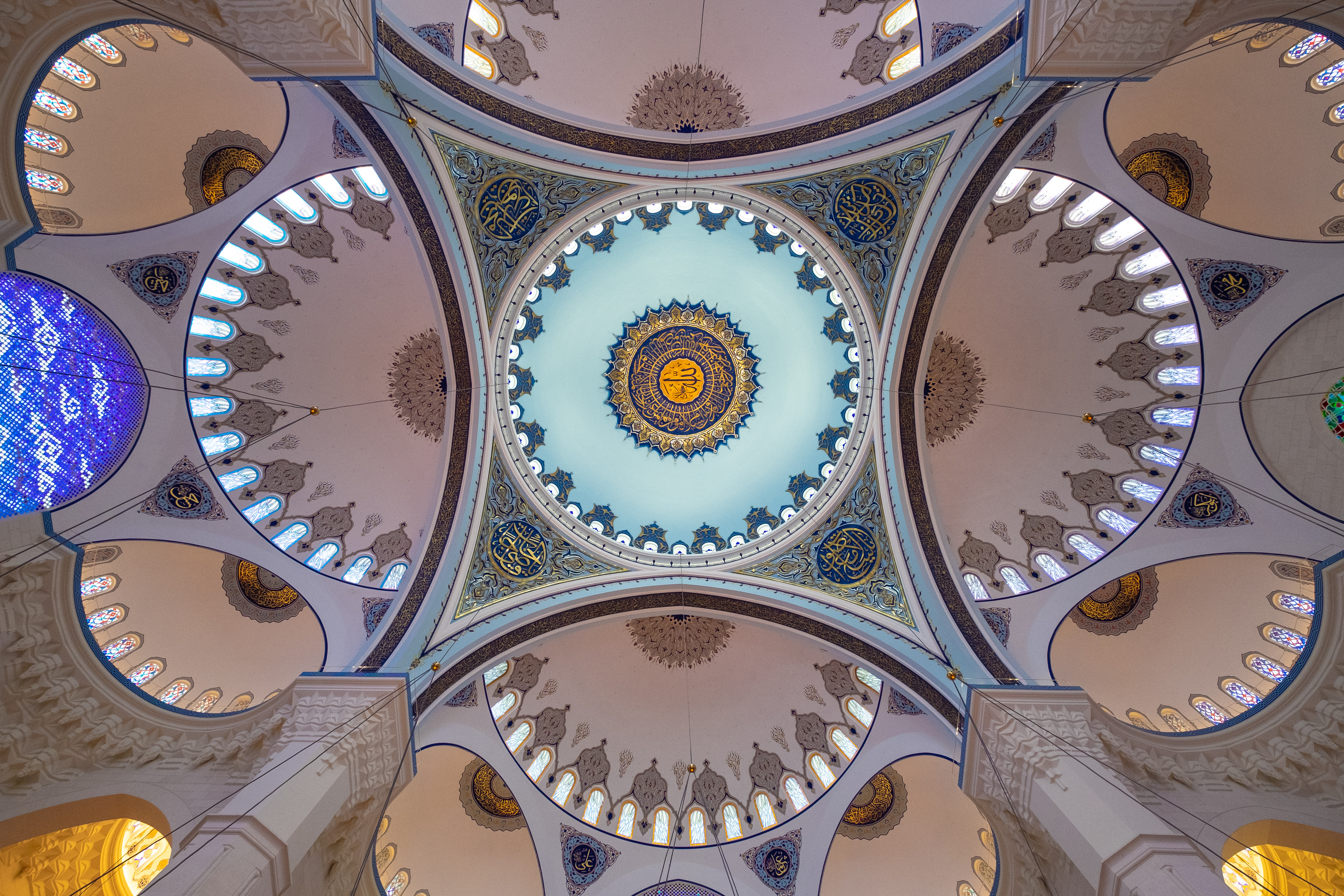
이스탄불 참르자 모스크의 펜덴티브에 이슬람 고유 서예로 새겨진 알라(신)의 속성

## 같이 보기
- 스팬드럴